# Stereodon enervis
Stereodon enervis là một loài Rêu trong họ Hypnaceae. Loài này được (Schimp.) Lindb. miêu tả khoa học đầu tiên năm 1879.